# Elmar Gasimov
Elmar Gasimov (Gasymov) (* 2. listopadu 1990 Chyrdalan, Sovětský svaz) je ázerbájdžánský zápasník–judista.

## Sportovní kariéra
Se sambem/judem začínal v 7 letech v rodném Chyrdalanu. Připravuje se v Baku pod vedením Ali Darvišova a Farhada Mammadova. V ázerbájdžánské seniorské judistické reprezentaci se pohybuje od roku 2007. Od roku 2009 v polotěžké váza do 100 kg. V roce 2012 se kvalifikoval na olympijské hry v Londýně. V úvodním kole olympijského turnaje vyřadil nasazenou jedničku Kazachstánce Maxima Rakova a jeho cestu pavoukem zastavil až ve čtvrtfinále Korejec Hwang Hui-te. Obsadil konečné 7. místo.
V roce 2016 se startoval na olympijských hrách v Riu jako nasazený judista číslo jedna. Na úvod ho čekal obhájce zlaté medaile Tagir Chajbulajev z Ruska, kterého po minutě boje strhnul technikou uki-waza na wazari a náskok udržel až do konce. V semifinále porazil na ippon technikou tani-otoši Ukrajince Artema Blošenka s postoupil do finále. Ve finále se utkal s Čechem Lukášem Krpálkem a hned na úvod s problémy ustál jeho výpad o-uči-gari. V dalších minutách zápas vyrovnal, ale Krpálek jeho pokusy o tani-otoši a uki-waza bez větších problému odrážel. Finále rozhodla jako již po několikáté v jejich vzájemném duelu Krpálkova lepší fyzická kondice. Čtvrt minuty před koncem kapituloval po Krpálkově o-uči-gari na ippon. Získal stříbrnou olympijskou medaili.
Elmar Gasimov je pravoruký judista, velmi silný v kontratechnikých (gaeši-waza) a v technikách strhů joko-sutemi-waza – sambistická verze strhu uki-waza připomínající kata-gurumu nebo strh tani-otoši.

### Vítězství
- 2014 - 1x světový pohár (Ťumeň)
- 2015 - 2x světový pohár (Tbilisi, Samsun), turnaj mistrů (Rabat)
- 2016 - turnaj mistrů (Guadalajara)

## Výsledky
| Olympijské hry     |     | —   |     |     |     | 7. |     |     |     | 2. |    |     |    |  |  |  |  |  |  |  |  |  |  |  |  |  |
| Mistrovství světa  | —   |     | 5.  | 7.  | úč. |    | úč. | úč. | úč. |    | 3. | úč. | 5. |  |  |  |  |  |  |  |  |  |  |  |  |  |
| Evropské hry       |     |     |     |     |     |    |     |     | úč. |    |    |     | 3. |  |  |  |  |  |  |  |  |  |  |  |  |  |
| Mistrovství Evropy | —   | —   | úč. | úč. | úč. | 3. | 5.  | 2.  | úč. | 5. | 5. | —   | 3. |  |  |  |  |  |  |  |  |  |  |  |  |  |
| ME do 23 let       | úč. | —   | —   | 5.  | —   | —  |     |     |     |    |    |     |    |  |  |  |  |  |  |  |  |  |  |  |  |  |
| MS juniorů         |     | úč. | 5.  |     |     |    |     |     |     |    |    |     |    |  |  |  |  |  |  |  |  |  |  |  |  |  |
| ME juniorů         | —   | úč. | 1.  |     |     |    |     |     |     |    |    |     |    |  |  |  |  |  |  |  |  |  |  |  |  |  |